# Groșii Țibleșului, Maramureș
Groșii Țibleșului este satul de reședință al comunei cu același nume din județul Maramureș, Transilvania, România.

## Istoric
Prima atestare documentară: 1594 (Teokeös). 

## Etimologie
Etimologia numelui localității: din Groși (< subst. gros „butuc", pl. groși) + determinantul Țibleș, der. față de Țiblea cu suf. -eș, din tema Țib-. 

## Obiective turistice
- Rezervația naturală “Arcer - Țibleș Bran” (150 ha).